# École de Park View
L’école de Park View, établissement scolaire situé dans le quartier du même nom (en) à Washington dans le district de Columbia aux États-Unis. Une partie des Écoles publiques du district de Columbia, a été construite en 1916 par l'architecte Snowden Ashford (en). Composée à l'origine de 16 pièces, elle devient rapidement trop petite pour les besoins de la communauté et est étendue à l'aide de 2 nouvelles ailes construites en 1931.
Ajoutée à la liste du District of Columbian Inventory of Historic Sites le 24 mai 2012 et au Registre national des lieux historiques le 1er mai 2013, l'école demeure en service et sert d'école élémentaire.